# راي غرايدون
راي غرايدون (بالإنجليزية: Ray Graydon) هو لاعب كرة قدم بريطاني، ولد في 21 يوليو 1947 في برستل في المملكة المتحدة. لعب مع أكسفورد يونايتد وكوفنتري سيتي ونادي بريستول روفيرز.

## وصلات خارجية
- راي غرايدون على موقع قاعدة بيانات كرة القدم.إي يو (الإنجليزية)
- راي غرايدون على موقع Soccerbase.com (لاعب) (الإنجليزية)
- راي غرايدون على موقع Soccerbase.com (مدرب) (الإنجليزية)